# 趙德明
趙德明（1939年10月4日—2025年4月3日），北京人。笔名赵绍天，中國西班牙語、葡萄牙語研究者、翻譯者，2005年以教授的正高級職稱從北京大學西語系離休，青島大學外語學院特聘專家、北京大学外国语学院博士生導師。
著有《20世紀拉丁美洲小說》（2003年）、《巴爾加斯·略薩傳》（2005年）等學術專書。主編《我們看拉美文學》、《拉丁美洲中篇小說選》等文學專書，並與趙振江、段若川、孫成敖合著《拉丁美洲文學史》。他參加了《二十世紀歐美文學史》（北京大學出版社）的編寫工作，是拉美西葡文學章節的主要作者。

## 生平簡述
趙德明在北京市出生，祖籍河北昌黎、山東莒南，1961年加入中國共產黨。高中畢業保送北京大學西語系法語專業，1960年調西班牙語專業，1963年被送到智利公費留學，1966年回中國，1973年起任教北京大學西語系，在北大教了近40年的西語。
曾獲派到巴西進修葡萄牙語，回國后與人合譯了《馬里奧·金塔那詩選》、《巴西詩選》等書。精通古典和現代西班牙語，充分掌握加泰羅尼亞語和葡萄牙語，通曉法語、英語、俄語。曾獲邀到哥倫比亞（1989年）、西班牙（1996年）等國客座講學。
他是最早把秘鲁、西班牙雙重國籍作家马里奥·巴尔加斯·略萨的作品譯成漢語介紹給漢語讀者的中國西班牙語文學研究者，當面會見巴爾加斯·略薩2次以上，並作數次專訪。
他主編中文版《馬里奧·巴爾加斯·略薩全集》，譯出了略薩的小說名作《城市與狗》、《世界末日之戰》（La guerra del fin del mundo，與段玉然、趙振江合譯）、《胡莉婭姨媽與作家》（La tía Julia y el escribidor，與李德明、蔣宗曹、尹承東合譯）、《情愛筆記》（Los cuadernos de don Rigoberto）、《公羊的節日》（La fiesta del Chivo）、《天堂在另外那個街角》（El paraíso en la otra esquina）；小說方法論《給青年小說家的信》（Cartas a un joven novelista，又譯《中國套盒：致1位青年小說家》）、文論集《謊言中的真實：巴爾加斯·略薩談創作》；回憶錄《水中魚》（El pez en el agua）。
他發表了全中國第1篇以巴爾加斯·略薩為研究主題的學術論文，編寫了《中國大百科全書·外國文學卷》的馬里奧·巴爾加斯·略薩條目。
他編選了全中國第1部哥倫比亞作家加西亚·马尔克斯（又譯馬奎斯）的中短篇小說選《加西亚·马尔克斯中短篇小说集》，上海譯文出版社，1982年），撰寫譯本序〈加西亞·馬爾克斯與「爆炸」文學〉、選題、統稿、翻譯、校訂（他是第1譯者和韓水軍譯稿的校訂者，用筆名趙紹天校），1990年10月15日在中國北京會見了來訪的加西亞·馬爾克斯本人。
另譯有諾貝爾文學獎獲得者加夫列拉·米斯特拉爾（智利）、聶魯達（智利）、奥克塔维奥·帕斯（墨西哥）和阿根廷路易斯·豪尔赫·博尔赫斯、烏拉圭胡安·卡洛斯·奥内蒂（《造船廠》El astillero，與王治權合作）、西班牙塞萬提斯、墨西哥卡洛斯·富恩特斯（長篇小說《鷹的王座》La silla del águila）等許多作家的作品；2011年翻譯出版智利作家羅貝托·波拉尼奧的《2666》。
北京大学出版社出版的《拉丁美洲文學史》，他作為第一作者，擬定全書架構，編寫西班牙語拉丁美洲古典文學章節和西班牙語拉丁美洲近現代文學小說章節（趙振江編寫近現代拉丁美洲西班牙語詩歌章節，段若川編寫個別幾位拉丁美洲西班牙語作家章節，孫成敖編寫巴西文学章節）。
中國1980年代起組織，系統翻譯了大批西班牙語葡萄牙語拉丁美洲文學名著，《城市與狗》等多部書的漢譯比日本語譯還要早（日本1987年才出版杉山 晃的日譯本『都会と犬ども』），1990年代達到最高峰。
深受諾貝爾文學獎1994年日本得主大江健三郎推重的中國作家莫言自承深受趙德明等翻譯家譯介的拉丁美洲文學作品影響，受影響的還有鄭義、閻連科等多位作家。
2025年4月3日20时03分，赵德明在北京延庆区医院去世，享年85岁。
與愛人李雅歌育有子女，大兒趙赤勇。